# 圣玛丽 (大西洋卢瓦尔省)
圣玛丽（法語：Sainte-Marie，法語發音：[sɛ̃t maʁi] ⓘ），又称滨海圣玛丽（Sainte-Marie-sur-Mer，[sɛ̃t maʁi syʁ mɛʁ]），是法国大西洋卢瓦尔省的一个旧市镇，属于圣纳泽尔区。1973年，圣玛丽与市镇滨海勒克利永并入市镇波尔尼克。

## 地理
圣玛丽（47°6'46"N, 2°7'55"W）面积，位于法国卢瓦尔河地区大区大西洋卢瓦尔省，该省份为法国西北部沿海省份，位于布列塔尼半岛东南部，北起伊勒-维莱讷省，西北接莫尔比昂省，西临大西洋，南至旺代省，东临曼恩-卢瓦尔省。
圣玛丽的时区为UTC+01:00、UTC+02:00（夏令时）。

## 行政
圣玛丽的邮政编码为44210，INSEE市镇编码为44177。

## 人口
圣玛丽于1968年3月1日时的人口数量为2059人。